# V86
V86 er det næstmest spillede spil i Sverige, med en omsætning omkring de 50 millioner hver onsdag. Det gælder om at finde vinderen af 8 hestevæddeløb, og kan man det så kan man nemt vinde mange millioner. Spillet har hjemme i Sverige, men man kan også spille med fra Danmark og en række andre lande. Typisk spiller danskere igennem Danskespil.dk eller ved en lokal lottoforhandler. Spillet er et videns spil modsat lotto som udelukkende er held. 

## Eksterne link
- atg.se
- danskespil.dk

| Spil | Spire Denne artikel om spil eller lege er en spire som bør udbygges. Du er velkommen til at hjælpe Wikipedia ved at udvide den. |